# دارون روبرتس
دارون روبرتس (بالإنجليزية: Daron Roberts)‏ هو مدرب رياضي أمريكي، ولد في 29 نوفمبر 1978.